# Klinikum Osnabrück
Die Klinikum Osnabrück GmbH ist eine Krankenhausgesellschaft in kommunaler Trägerschaft mit ca. 1000 Betten. Der Hauptstandort befindet sich am Finkenhügel im Osnabrücker Stadtteil Westerberg.
Die Stadt Osnabrück fungiert als alleinige Gesellschafterin. Das Krankenhaus der Maximalversorgung umfasst mehrere medizinische Einrichtungen, klinische Institute, Gesundheitszentren und eine Privatklinik, in denen rund 2.200 Mitarbeiter in Vollzeit beschäftigt sind. Es werden jährlich ca. 35.000 stationäre und 75.000 ambulante Patienten versorgt.
Als akademisches Lehrkrankenhaus der Universität Münster ist das Klinikum mit der Ausbildung angehender Mediziner und Pflegekräfte betraut. Angeschlossen ist zudem eine Akademie für Aus- und Weiterbildung, die sowohl Lehrstellen für berufliche Tätigkeiten im Gesundheitswesen als auch Qualifizierungsmaßnahmen für Mitarbeiter anbietet.
Bis 1937 firmierte das Krankenhaus unter der Bezeichnung Stadtkrankenhaus, als es in Städtische Krankenanstalten umbenannt wurde. 1974 erhielt es den Namen Städtische Kliniken Osnabrück und 1998 seine heutige Bezeichnung Klinikum Osnabrück.

## Geschichte

### Entstehung und Entwicklung an verschiedenen Standorten

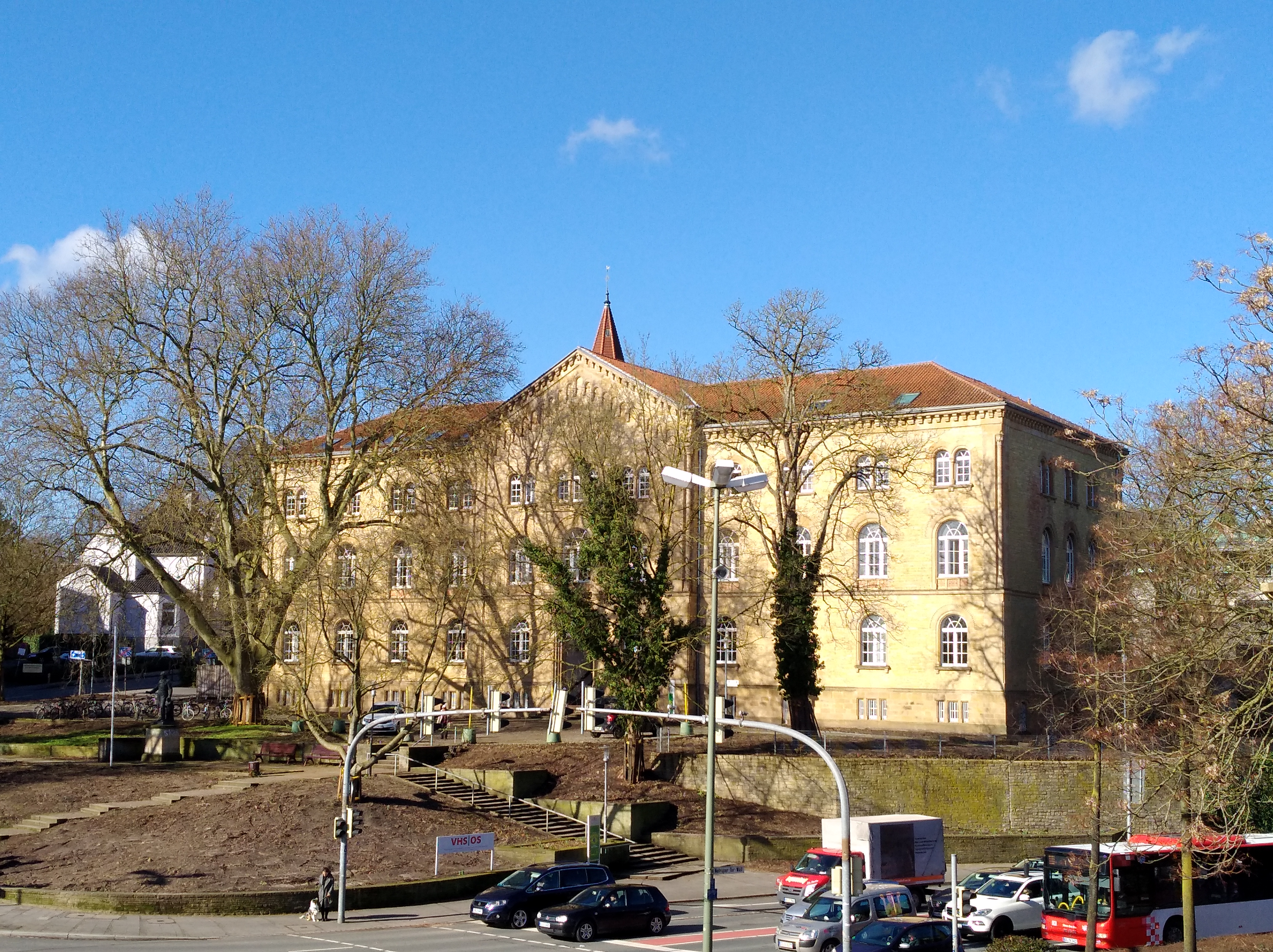
Stüvehaus, Klinikstandort 1864–1931

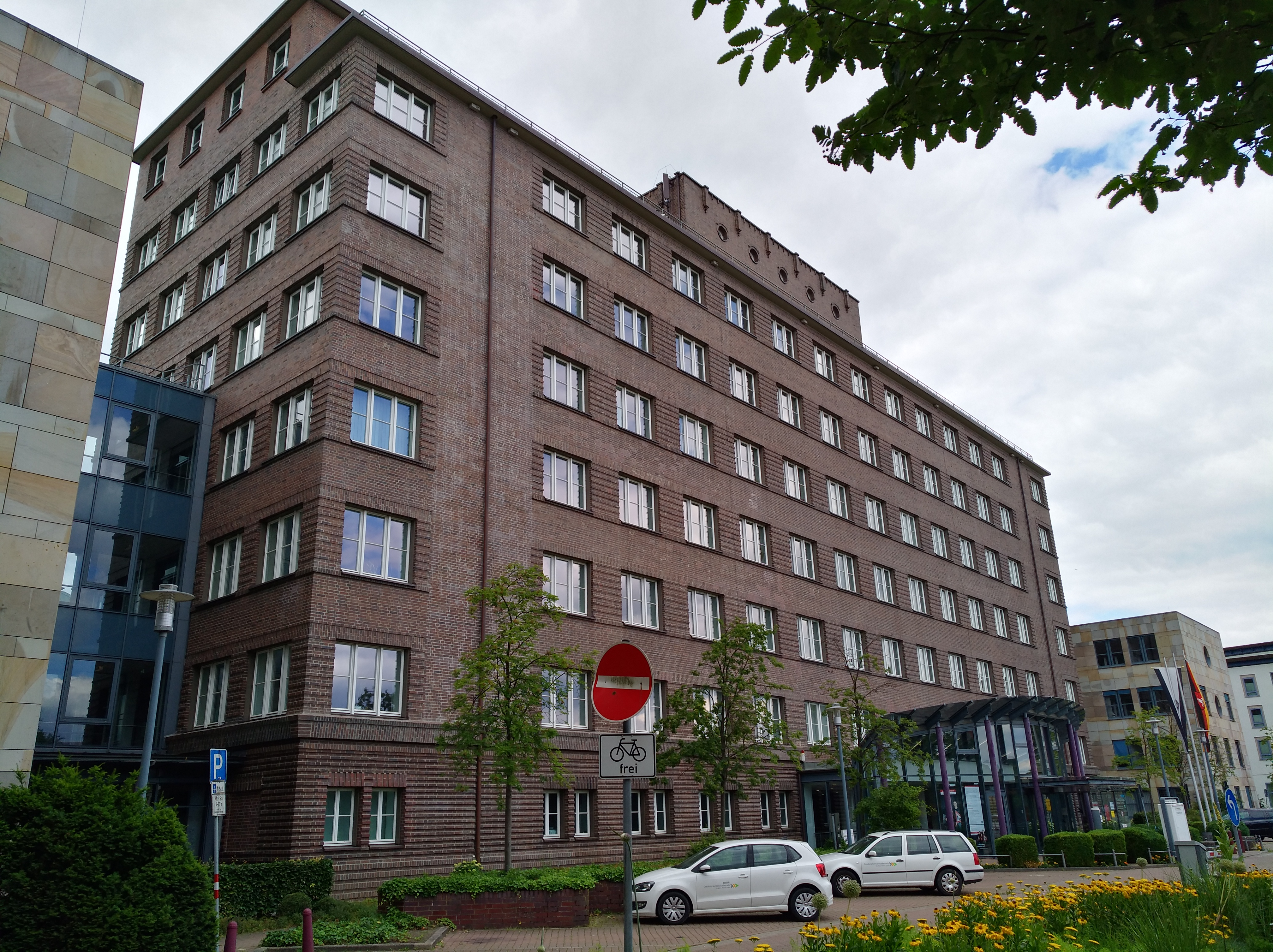
Hochhaus als Sitz des Stadtkrankenhauses 1931–1991, heutiges Stadthaus

Das Klinikum Osnabrück besteht seit über 200 Jahren und liegt seit jeher in kommunaler Hand. Die Anfänge gehen bis in das Jahr 1811 zurück, als erstmals ein Stadtkrankenhaus für Bedürftige im Tecklenburger Hof errichtet wurde. Durch den Anschluss eines Versorgungsinstituts für Handwerksgesellen und den 1864 erfolgten Umzug in das neu erbaute Stüvehaus am Heger Tor vergrößerte sich die damalige Städtische Krankenanstalt weiter. Während des Ersten Weltkriegs wurden wegen der Lebensmittelknappheit eigene Hühner- und Schweineställe zur Versorgung der Patienten und des Personals betrieben. Ab 1931 wurde der Klinikum-Betrieb im heutigen Stadthaus am Natruper-Tor-Wall fortgeführt, hier tat sich Max Bürger bei der Baugestaltung besonders hervor.

### Zeit des Nationalsozialismus
Von 1920 bis 1938 war Heinrich Fründ Leiter des Stadtkrankenhauses. Im November 1938 wurde er von den Nationalsozialisten aus dieser Stellung entfernt, da er entgegen anders lautender Anweisungen weiter jüdische Mitarbeiter beschäftigt und jüdische Patienten behandelt hatte. Dem Vorgänger Fründs als Leiter des Stadtkrankenhauses, Siegfried Pelz (1848–1936), Chirurg, Armenhelfer und Ehrenbürger der Stadt Osnabrück, wurde nach seinem Tod 1936 die Ehrenbürgerschaft durch die Nationalsozialisten aberkannt, da er aus einer jüdischen Familie stammte. Seine Tochter Anna Pelz wurde 1941 nach Riga deportiert und dort 1942 erschossen. Der im Stadtkrankenhaus tätige Theologe Paul Leo war ebenfalls jüdischer Herkunft. Er setzte sich für jüdische Gläubige ein und verweigerte den Eid auf Adolf Hitler. Ab 1935 durfte er auf Anweisung des Oberbürgermeisters Erich Gaertner das Krankenhaus nicht mehr betreten und wurde dazu gedrängt, seine geistlichen Ämter aufzugeben. Im November 1938 wurde Leo in das KZ Buchenwald deportiert, konnte jedoch nach einigen Wochen Haft in die USA emigrieren.

### 1990er und 2000er Jahre
Da der alte Standort am Natruper-Tor-Wall zu klein geworden war, ist 1991 der Neubau am Finkenhügel mit 583 Betten bezogen worden. An den 240 Millionen D-Mark Baukosten beteiligte sich die Stadt Osnabrück mit 58 Millionen. 1994 wurde das ehemalige Bundeswehrkrankenhaus Osnabrück am Natruper Holz übernommen. 1998 wurde die Rechtsform von einem städtischen Eigenbetrieb in eine kommunal gehaltene GmbH geändert.
Bis 2009 verfügte die Klinikum Osnabrück GmbH über drei Betriebsstätten, darunter die beiden Krankenhausgebäude am Finkenhügel und Natruper Holz sowie das Pflege- und Altenheim „Haus am Bürgerpark“. Die 1999 übernommene Pflegeeinrichtung mit 155 Plätzen und 66 Beschäftigten wurde nach zehn Jahren aufgrund defizitärer Zahlen an das evangelische Diakoniewerk veräußert.

### Übernahme derKlinikum Osnabrücker Land GmbH
Zum 8. März 2011 erfolgte die Übernahme der Klinikum Osnabrücker Land GmbH von der Diakonie mit ihren beiden Klinikstandorten in Dissen und Georgsmarienhütte.
Geschichte des Standortes Georgsmarienhütte
Das Krankenhaus Georgsmarienhütte wurde 1872 als Knappschaftskrankenhaus des Georgs-Marien-Bergwerks- und Hüttenvereins gegründet. 1934 übernahm die Gemeinde Georgsmarienhütte die Klinik. 1972 erfolgte ein Neubau als modernes Stadtkrankenhaus. 1992 übernahm die Diakonie den Standort.
Geschichte des Standortes Dissen
Im Jahr 1901 stiftete der Homann-Firmengründer Fritz Homann 30.000 Reichsmark für die Errichtung eines Krankenhauses in Dissen. Es wurde 1904 eröffnet und nach seiner Frau Albertine benannt. Durch weitere Schenkungen konnte das Albertinenkrankenhaus in den folgenden Jahrzehnten stetig erweitert werden. 1966 wurde es von der Diakonie übernommen und 1971 in einem Neubau wiedereröffnet.
Nach der Übernahme
Im Jahr 2012 wurden an den nun vier Standorten zusammen rund 25.300 Patienten medizinisch versorgt. Die kommunale Krankenhausgruppe betrieb 691 Betten in den Kliniken im Stadtgebiet und 217 Betten an den beiden Standorten im Osnabrücker Land. In Osnabrück entwickelten sich unterdessen Planungen, die Geriatrie- und Reha-Abteilung am Standort Natruper Holz zu schließen und in einem Neubau am Finkenhügel unterzubringen, um an einem einzigen Standort agieren zu können. Dieses Projekt hat neben dem Erwerb des Klinikums Osnabrücker Land dazu geführt, dass die Krankenhausgesellschaft zunehmend unter einer angespannten Finanzlage litt. Nach Überschüssen in den beiden Vorjahren lag der Jahresfehlbetrag 2012 bei rund fünf Millionen Euro. Bis Ende 2014 wurde von einem Liquiditätsbedarf von rund 41 Millionen Euro ausgegangen, der durch eine Bürgschaft der Stadt Osnabrück gedeckt werden sollte.

### Schließung der Standorte Dissen und Natruper Holz
Im Geschäftsjahr 2013 schrieb der Klinikstandort in Dissen hohe Verluste und musste Insolvenz anmelden. Ein Investor konnte nicht gefunden werden. Trotz Protesten von Bürgern und Politikern im südlichen Landkreis wurde der Standort Dissen Ende 2014 geschlossen und die Betten aus der niedersächsischen Krankenhausplanung gestrichen. Seitdem gibt es Forderungen nach der Neueinrichtung eines Medizinischen Versorgungszentrums oder einer Portalklinik in Dissen, um die entstandene Lücke in der Akutversorgung im südlichen Landkreis zu schließen. Das Klinikgebäude sowie das Schwesternwohnheim an der Robert-Koch-Straße in Dissen wurden ab Ende 2019 abgerissen. Der Standort Georgsmarienhütte mit Schwerpunkt auf Geriatrie und Suchtmedizin blieb erhalten und wurde in Klinik am Kasinopark umbenannt.
2014 wurde ebenfalls die neue Geriatrie-Station in Osnabrück eröffnet, die direkt an den Standort Finkenhügel angegliedert ist. Der Standort Natruper Holz wird seitdem nicht mehr für die medizinische Versorgung benötigt. Im Rahmen der Flüchtlingskrise in Deutschland 2015/2016 wurde er durch die Landesaufnahmebehörde Niedersachsen (LAB NI) in eine Erstaufnahmeeinrichtung umgebaut, die im Oktober 2015 offiziell den Betrieb aufnahm.

### Aktuelle Entwicklungen
Im Jahr 2019 wurde eine neue Akademie des Klinikums als Ausbildungszentrum für Gesundheits- und Pflegeberufe eröffnet. 2019 wurden außerdem Pläne bekannt, die Klinik am Kasinopark zu schließen und alle Abteilungen im bisherigen Umfang ebenfalls an den Finkenhügel zu verlegen. Zwar ist die Klinik in Georgsmarienhütte gut ausgelastet und finanziell nicht defizitär, jedoch müssten bei einem Verbleib am bisherigen Standort mehrere Millionen Euro für Sanierungsmaßnahmen investiert werden. Auf die medizinische Akutversorgung der Stadt Georgsmarienhütte hätte ein Umzug nach Osnabrück keine Auswirkung, da diese durch das Franziskus-Hospital Harderberg (Niels-Stensen-Kliniken) abgedeckt wird. Der Umzug soll in einem Zeitraum von drei Jahren umgesetzt werden.